# 德木·丹增嘉措
德木·丹增嘉措（藏語：དེ་མོ་བསྟན་འཛིན་རྒྱ་མཚོ་，威利转写：de mo bstan 'dzin rgya mtsho；1901年—1973年5月16日）原俗名旺达，男，藏族，西藏工布地区人，第十世德木活佛，最早廣為人知的藏族摄影家。

## 生平
藏历第十五绕迥铁牛年（1901年），他出生于西藏工布地区鲁丁地方，属于西藏贵族阿沛家族。他还是十三世达赖的表弟，其母和十三世达赖的母亲罗桑卓玛是姐妹。
上一世德木活佛阿旺洛桑赤列绕杰因“妖鞋事件”而被幽禁于丹吉林，不久便圆寂。德木活佛系统遭到西藏噶厦剥夺“呼图克图”封号，并禁止转世。
1905年，丹吉林拉章的僧众通过请哲蚌寺罗色林扎仓的高僧赴山南地区的神湖拉姆拉错（吉祥天母湖）观湖，并请护法降神后，确认工布地区的贵族帕拉萨家的4岁男童旺达为上一世德木活佛的转世灵童，并暗中将其接到历世德木活佛习经的色拉寺。后来，由于他是十三世达赖的表弟，故通过家族给十三世达赖压力。
宣统元年（1909年），清廷革去十三世达赖土登嘉措的“达赖喇嘛”名号，命驻藏大臣联豫依例寻访转世灵童，另立新达赖；土登嘉措于宣统二年（1910年）川军进驻拉萨前夕逃往英属印度。宣统二年（1910年），哲蚌寺洛色林札仓、色拉寺麦札仓以及丹吉林全体僧众，向噶厦呼吁为其冤案平反。清廷下旨，要求査明真相。经调查，结论为“实属诬害，深表同情。”其后，清廷下达“复其职权，归还其一切财产”的“诏书令”。同时，清廷宣布允许寻访第穆呼图克图转世灵童。后认定旺达为转世灵童，随后该转世灵童被从色拉曲顶迎请至丹吉林，此后经坐床继任第穆呼图克图，清廷宣布恢复其此前被革除的名号及财产和权力，宣统帝册封其为第穆呼图克图。但噶厦坚持不同意恢复其呼图克图封号，只同意其作哲蚌寺“措钦”活佛。
藏历水鼠年（1912年），藏军与清朝驻藏陆军发生枪战，噶厦怀疑丹吉林寺僧众勾结川军反对噶厦，便将该寺的管家强曲·占堆召到布达拉宫令其表态。管家强曲向全藏会议声名，站在噶厦一方。噶厦要他“人立约具保”，当时仲译欽莫平绕为保人。但是，管家强曲自布达拉宫回到丹吉林时，发现该寺的喇嘛全都已经武装起来，并且站在川军一方了。强曲无奈，只得和大家一起同噶厦开战。同噶厦开战是丹吉林拉章在请护法神孜玛热降神之后决定的。拉章问道：“这次征战我们应站在噶厦一边好？中立好？还是投靠川军好？”神答：“投靠川军好！”此后，噶厦同川军的战事持续了较长时间。丹吉林的喇嘛和川军方面发生缺粮，并且最终失败。
1913年，土登嘉措返回拉萨后，西藏上层人士间的矛盾更加尖锐和复杂，土登嘉措同九世班禅额尔德尼间的关系也恶化。土登嘉措没收了曾经积极支持川军的丹吉林的全部财产，并遣返该寺僧众。《当代中国的西藏》中称：“1913年十三世达赖没收丹吉林第穆活佛的土地就有5万克。”由此，丹吉林再次遭洗劫，该寺被彻底摧毁，连1901年准许确立的所谓“真的”第十世德木活佛的拉章财产，还有丹吉林管家强曲·占堆的财产，也全都遭到没收，没收所得的粮食作为全西藏各寺向饥民放贷的基金，春天借10克，秋后还11克。德木活佛丹增嘉措的生活，则由噶厦拨数百品藏银以作基金，由擦多堪穷掌管，靠放贷维持。
此后他进入哲蚌寺洛色林扎仓学习佛法。1920年考取拉让巴格西。次年前往下密院学习。在下密院学习期间，他因学业优良而升任格宽（执法僧）。但他此后很好玩乐，渐渐不太专心研经。十三世达赖晚年曾在一次召见他时说：“你本来当不了德木活佛的，因为你是我表弟，本来可以当起更重的责任，看来你没有这个心思，我就不勉强了。”
1925年，他正在拉萨北郊的山上闭关修炼，因搭救一尼泊尔商人，那人送给他一台照相机并教会了他摄影。从此之后他便迷恋上了摄影，并成为了最早的藏族摄影家。1931年，德布多奇杰活佛将自己准备娶一位拉萨的尼姑的消息告诉了他。1933年，他拜见十三世达赖之后，决定了自己的生活道路。
藏历水鸡年10月30日（1933年12月17日），十三世达赖圆寂。藏历土兔年（1939年）热振·图旦绛白益西丹巴坚赞任摄政期间，经各大寺提议，获摄政热振批准，将原来没收的丹吉林的巴热、洛、德木曲噶、巧那等谿卡庄园，仍划归德木拉章所有，并且将原第九世德木活佛的拉章的宝基归还，后来德木拉章获得修复。
1938年他与原仓空寺的尼姑臣莱德钦成婚，此后他共育有三子，分别名为阿旺杰丹格列朗杰（即格列仁波切，1939年生）、旺久多吉（1949年生）、斯达次仁（1951年生）。1951年之前，他们还生过其他7个孩子，但都夭折了。1948年，他同妻子臣莱德钦赴印度，1949年回到拉萨。
中华人民共和国成立后，他于1953年担任《西藏日报》社编委。1956年，他和妻子赴印度参加了释迦牟尼诞生二千五百周年纪念活动。回国后，他加入中国佛教协会西藏分会。1957年被打成右派。1959年，出任西藏政协委员。1960年，他参加西藏人民大会，同年停止摄影活动。1964年，同十四世达赖有书信往还。文化大革命期间，1966年他受到红卫兵批判，妻子臣莱德钦遭到关押后于1967年逝世。
1973年5月16日，德木·丹增嘉措圆寂。

## 家庭
- 长子：阿旺杰丹格列朗杰
- 次子：旺久多吉
- 三子：斯达次仁